# Julio Herrera Pumayauli
Julio Roberto Herrera Pumayauli (Lima, 21 de octubre de 1956) es un economista y político peruano. Fue congresista de la república por el Partido Aprista Peruano en el periodo 2006-2011.

## Biografía
Nació en la ciudad de Lima, el 21 de octubre de 1956.
Realizó sus estudios de economista en la Universidad de San Martín de Porres y cuenta con un estudio técnico en Contabilidad en el I.S.T.P. Argentina.
Laboró como técnico en el Servicio de Agua Potable y Alcantarillado de Lima (Sedapal) en 1987 y fue secretario general del Sindicato.

## Carrera política

### Congresista de la República
Se inicia en la política cuando es invitado por el Partido Aprista Peruano como candidato al Congreso de la República en las elecciones parlamentarias del 2006. Herrera es elegido como congresista con 31,742 votos para el periodo parlamentario 2006-2011.
En el parlamento desempeñó como vicepresidente de la Comisión de Trabajo y luego presidente de la Comisión de Vivienda.
En 2011, el dominical Panorama realizó una denuncia periodística donde involucran al congresista con una licitación en Sedapal para realizar trabajos de ampliación y mejoramiento del servicio de agua potable y alcantarillado en San Pedro de Carabayllo, con una inversión de 45 millones de soles. Además en un reportaje anterior se mostró que Herrera utilizaba una camioneta de propiedad de la referida empresa, y también habría utilizado el programa de seguro médico del que gozabana los trabajadores de Sedapal, sin tener derecho a ello por no pertenecer a la planilla de ésta.
Luego, Herrera fue suspendido del parlamento por 60 días.